# Степной шмель
Степной шмель (лат. Bombus fragrans) — вид шмелей.

## Описание
Преобладает светло-жёлтая окраска волосков (затылок, передняя часть спинки, щитик и тергиты брюшка). Большая часть головы, поперечная перевязь на спинке между основаниями крыльев, ноги и низ тела в чёрных волосках.

## Распространение
Словакия, Венгрия, восточная Турция, Украина, Закавказье, Казахстан, западный Китай, северная Монголия; в России — лесостепи и степи европейской части, крайний юг Зап. Сибири.

## Красная книга
Стал редким и внесён в Красную книгу России — Категория: 2 — сокращающийся в численности вид (а ранее и в Красную Книгу СССР), Украины. Также включён в Красную книгу Воронежской области.